# Kateřina Maýrová

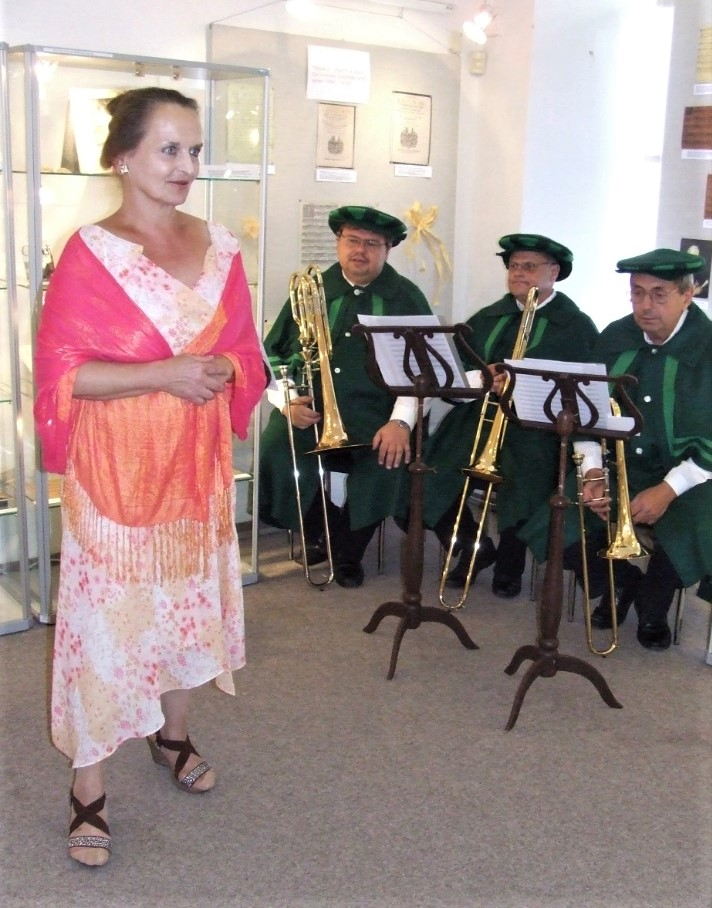
Kateřina Maýrová na vernisáži výstavy Giovanni Gabrieli a benátská hudba, 6. 9. 2012

Kateřina Maýrová (* 6. července 1954, Praha) je hudební badatelka, muzikoložka, a emeritní kurátorka Muzea české hudby Národního muzea v Praze.

## Zaměření
Kateřina Maýrová je kurátorka a publicistka, altistka, vědkyně se zaměřením na dílo Bohuslava Martinů a hudební historii období renesance a raného baroka

## Původ a vzdělání
Kateřina Maýrová pochází ze slavné pražské múzické a intelektuální rodiny. Její prapradědeček Jan Nepomuk Maýr byl hudebním skladatelem a dirigentem Národního divadla; jeden z jeho synů Jiří Maýr (1841–1902) byl c. a k. vojenským kapelníkem a později ředitelem kůru v pražských chrámech sv. Mikuláše a sv. Tomáše., Kateřinin otec byl stavebním projektantem, její bratr Jiří emigroval do Německa a je sochařem, stejně jako jeho manželka.
Kateřina již během prvních ročníků základní devítileté školy v Praze 2, Resslově ulici vynikla jako sólová zpěvačka Lidové školy umění v Praze 1 – Voršilské ulici. Když se v 15 letech rozhodovala mezi pěveckou a muzikologickou dráhou, zvolila teoretické vzdělávání. Absolvovala humanitní větev Gymnázia Nad Štolou 1 v Praze 7 a pak vystudovala hudební vědu a národopis na Filosofické fakultě Karlovy univerzity. Následně absolvovala postgraduální kurs hudební teorie na HAMU. Kromě toho zpívala ve sboru, mj. pražském Hlaholu.

## Praxe
Kateřina Maýrová byla na studijní stáži v Ústavu teorie a dějin umění ČSAV. V letech 1982-2019 pracovala v Českém muzeu hudby Národního muzea v Praze, postupně na pozicích odborné pracovnice hudební knihovny a kurátorky sbírek. Dále byla tajemnicí a členkou správní rady Nadace Bohuslava Martinů. Je též členkou Asociace hudebních vědců a umělců, Svazu autorů a interpretů, Společnosti pro duchovní hudbu a hudební sekce Společnosti přátel Itálie.

## Dílo

### Výstavy
- Giovanni Gabrieli (post 1554–1612) a benátská hudba v Rokycanech (2012), ve spolupráci s Okresním muzeem Dr. Bohuslava Horáka v Rokycanech
- Maýrová, Kateřina, Součková, Taťána, Vojtěšková, Jana: Fenomén Martinů, Národní muzeum - České muzeum hudby (2009–2010)
- Maýrová, Kateřina et al.: Bohuslav Martinů und sein Labyrinth der Welt (1999)
- Maýrová, Kateřina: Podještědí v hudbě v průběhu dvou staletí (1990–1991)
- Maýrová, Kateřina: Hudební divadlo Bohuslava Martinů (1989)

### Zpěv
Kateřina Maýrová je aktivní sborovou zpěvačkou, byla či je členkou souborů zaměřených na interpretaci staré hudby ve Vysokoškolském uměleckém souboru Univerzity Karlovy Praha, Amici musicae antiquae Praha, Canticorum iubilo Praha, Kühnův smíšený sbor, Komorní ženský sbor Charmone Praha.

## Ocenění
- 2021 Medaile Nadace Bohuslava Martinů[8]